# Julio Garavito Armero
Juliol Garavito Armero (n. Bogotà, 5 de gener de 1865 - † Bogotà, 11 de març de 1920). Astrònom colombià.
Va estudiar les ciències i les matemàtiques, va obtenir els seus títols de Matemàtica i d'Enginyer Civil a la Universitat Nacional de Colòmbia. El 1892 va ser director de l'Observatori Astronòmic Nacional. Els seus treballs d'investigació van ser publicats a Los Anales de Ingeniería, revista dirigida per ell des de 1890 i per espai de set anys.
En la seva joventut va estudiar a la Fundació Colegio Mayor de San Bartolomé però el 1885 va interrompre els seus estudis a causa de les nombroses guerres civils que van assotar el país. Durant la Guerra dels Mil Dies, Armero va ser part d'una societat secreta i científica anomenada El Cercle dels Nou Punts, on per entrar havia de resoldre un problema original del Teorema d'Euler, grup que va funcionar fins a la mort del mateix Herrera i que feia tertúlies científiques enmig de les libacions de cafè.
Com a astrònom de l'Observatori, va realitzar nombrosos descobriments útils, com la ubicació latitudinal de Bogotà, els estudis dels cometes que van passar per la Terra entre 1901 i 1910 (aquest últim, el Halley), l'eclipsi solar de 1916 (vist en bona part de Colòmbia), entre d'altres. Però potser la seva aportació més important va ser l'estudi de la Mecànica Celeste, que finalment es convertiria en l'estudi de les fluctuacions lunars i la seva influència en els comportaments temporals, climàtics, hídrics i dels gels polars, així com l'acceleració orbital terrestre, assumpte que seria corroborat després.
També va treballar en àrees com la física òptica, tasca que va quedar inacabada a la seva mort, i l'economia, gràcies al qual va ajudar a recuperar al seu país de la duríssima guerra civil que va passar per la seva època, com el paper moneda a valor efectiu i no convencional. Per a això, va realitzar conferències i congressos d'economia, a més d'estudiar els cicles de riquesa i les influències humanes de com afectar l'economia com la guerra o la sobrepoblació.
Posteriorment, va ser cap de la Comissió coreògraf, creada amb la finalitat de promoure el desenvolupament dels ferrocarrils colombians i la delimitació de la frontera amb Veneçuela.
Es va oposar a la Teoria de la Relativitat d'Einstein, probablement per opinions vagues, oposades i contradictòries sobre aquesta teoria i la seva influència en la ciència clàssica. Armero va ser molt conservador a l'hora de d'opinar sobre els coneixements científics. Va ser digne representant de la ciència colombiana de finals del segle xix i començaments del XX: hi era, d'una banda, parcialment aïllat dels seus col·legues en altres països-mai va assistir a un congrés internacional-i per altra, es va trobar en un ambient cultural intern completament apàtic i indiferent. Posseïa una genuïna admiració per la mecànica newtoniana i va arribar a creure de bona manera que la mecànica celeste ja havia donat la seva última paraula en desenvolupament. Igual opinava de la ciència astronòmica (1920).
El 1970, la Unió Astronòmica Internacional li va donar el seu reconeixement batejant un dels cràters lunars (ubicat al costat ocult) en el seu honor (situat al nord-oest i Nord-est entre els cràters Koch i Oresme respectivament) i és comparat amb dos importants científics colombians del segle XVIII: José Celestino Mutis i Francisco José de Caldas.
Com un homenatge a l'enginyer Juliol Garavito, el Banc de la República de Colòmbia va incloure la seva imatge en els bitllets de $ 20.000 pesos.

## Obres
- Evolución en la distribución de la riqueza y fundamento científico del impuesto
- Seguro agrícola
- Causa Principal de la Guerra Europea